# 慶元まさ美のSounds Good!
『慶元まさ美のSounds Good!』（けいもとまさみのサウンズグッド!）は、2016年10月1日から2017年9月30日までABCラジオ（朝日放送）で放送された音楽番組である。
生放送で、放送時間は基本として、毎週土曜日の13:00 - 17:00。関西地方を中心に活動するフリーアナウンサー・慶元まさ美の冠番組でもあった。

## 概要
「しっかりRelaxしてパワーチャージできるような番組」をコンセプトにしている番組で、2016年9月まで月曜 - 金曜の早朝ワイド『慶元まさ美のおはようパートナー』を担当していた慶元まさ美がパーソナリティを務めている。番組は、懐メロと最新のヒット曲を邦楽・洋楽問わず流しながらさまざまな情報を伝えている。
原則としてスタジオからの放送では、野球中継がない時（雨天中止時は除く）にはスタジオ生出演のゲストを1 - 2組ほど招き、コメント出演のみのゲストからの事前録音したメッセージ数組も紹介するが、野球中継がある場合にはゲストを招かないこともあった。
基本放送時間は上記の通り土曜 13:00 - 17:00 であるが、プロ野球シーズン中の阪神タイガース公式戦（ホーム・アウェーを問わず）がデーゲームで行われる場合には試合開始時刻5分前までの短縮バージョンで放送される。ただし試合が雨天中止で放送されないことが決まった場合や、試合が放送終了予定時刻より早く終了した場合には、デーゲームの当該放送時間帯に『ABCフレッシュアップベースボール』のスタジオバージョン扱いで事実上フルバージョンとして放送されるが、まれに『9〜ジックナイト!』の派生番組をフィラーで流す場合もある。これらの場合は土・日曜の『フレッシュアップベースボール』スタジオMCおよび『9〜ジックナイト!』DJのタケモトコウジとの2人DJとなる。
なお、全国高校野球選手権大会中継（平年8月中旬を中心とした2週間）があらかじめ開催される場合は放送休止となるが、2017年は8月19日に本来の日程で休養日（準々決勝の翌日）にあたるのと、13:55からプロ野球・中日対阪神のデーゲーム（CBCラジオ制作）を放送する都合で、1時間短縮版として放送されることになっていた。しかし8月7・15日の試合プログラムがすべて中止・延期となり、当日の19日も試合が予定通り実施されたため、中×神戦のデーゲームを含めて放送が休止された。
2017年9月30日放送分で終了。翌週（10月7日）からは、『感度良好!中野涼子です』（中野涼子をパーソナリティに起用した生放送の音楽番組）が、当番組の放送枠を引き継ぐ。ちなみに慶元は、2017年4月から、月 - 金曜日に『慶元まさ美のハッピー・モーニング』（ラジオ大阪平日早朝の生ワイド番組）のパーソナリティも担当。当番組が終了するまでの半年間は、『SUNNYSIDE BALCONY』（『おはようパートナー』の担当期間中から月・火曜日に出演しているα-STATIONの生ワイド番組）を含めて、日曜以外の曜日に生放送のラジオ番組でパーソナリティを単独で務めていた。